# مارنگو، میشیگان
مارنگو (به انگلیسی: Marengo Township) یک منطقهٔ مسکونی در ایالات متحده آمریکا است که در شهرستان کالهاون، میشیگان واقع شده‌است.
 مارنگو ۹۲٫۵ کیلومتر مربع مساحت و ۲٬۲۱۳ نفر جمعیت دارد و ۲۹۳ متر بالاتر از سطح دریا واقع شده‌است.